# Reido (geologia)
In geologia, il reido è un materiale solido che si deforma prevalentemente in un regime di flusso viscoso. Per essere considerato un reido, la deformazione di flusso o plastica di un materiale deve superare la deformazione elastica di almeno un fattore tre.
Quasi qualunque tipo di roccia può comportarsi come reido nelle condizioni adatte di temperatura e pressione. Per esempio, si ritiene che il mantello terrestre subisca moti convettivi su lunghe scale temporali. È evidente che il mantello deve essere solido, in quanto sostiene la propagazione delle onde trasversali, pertanto esso deve comportarsi come reido. La forma minerale del sale NaCl, il salgemma, è un materiale che si comporta, dal punto di vista geologico, e in scale di tempo relativamente brevi, come un reido, nonostante sia spesso portato ad esempio come materiale fragile. Poiché il sale minerale è sepolto sotto altri tipi di sedimenti, fluirà lateralmente verso regioni con minor pressione di contenimento. Questo meccanismo genera spesso delle cupole di sale ed altre strutture simili. In alcune zone, quale il Golfo del Messico, queste strutture comunemente intrappolano petrolio e gas naturale.